# Christian Gottfried Heinrich
Christian Gottfried Heinrich (* 2. April 1745 in Dahlen, Kurfürstentum Sachsen; † 29. September 1802 in Eilenburg) war ein deutscher evangelischer Theologe. Er war Superintendent in Eilenburg und Autor mehrerer theologischer Schriften.

## Leben
Heinrich wurde 1745 in Dahlen als Sohn des Kirchners und Mädchenlehrers Johann Christoph Heinrich geboren. Sein jüngerer Bruder ist der Historiker Christoph Gottlob Heinrich. Nach dem Besuch der Kreuzschule in Dresden studierte er an der Universität Leipzig (1765) und erwarb 1769 in Wittenberg den Magistergrad. Am 20. August 1772 wurde er in Leipzig ordiniert.
Von 1770 bis 1772 war Heinrich Katechet an Sankt Petri in Leipzig. Anschließend trat er das Pfarramt der Gemeinde Tiefensee in der Ephorie Eilenburg an, was er bis 1785 bekleidete. Nach einer Tätigkeit als Diakon an der Stadtkirche Sankt Marien in Torgau wurde er am 28. August 1792 zum Oberpfarrer an Sankt Nikolai in Eilenburg und Superintendenten der zugehörigen Ephorie berufen. Dort starb er im Alter von 57 Jahren im Amt.
Heinrich trat auch als Autor in Erscheinung. Neben einigen Abhandlungen zum Ehestand erschien 1790 sein Hauptwerk Versuch einer Geschichte der verschiedenen Lehrarten der christlichen Glaubenswahrheiten. Das umfangreiche Werk wurde wohlwollend aufgenommen und fand eine ausgiebige Rezeption.

## Familie
Über Heinrichs Frau ist nichts bekannt. Zwei Söhne sind als Nachkommen überliefert:
- Karl Gottfried Heinrich (* 1774 in Tiefensee), Diakon an Sankt Nikolai in Eilenburg[4] und
- Rudolph Wilhelm Heinrich († 30. Oktober 1787 in Torgau)[1]

## Druckschriften
- Einige Betrachtungen über die Vorzüge des Ehestandes, Leipzig 1777
- De Idvmaea Eivsqve Vastatione Ad Locvm Ier. XLIX. V. 17, Klaubarth, Leipzig 1782 (Digitalisat)
- Die wahre Gottseligkeit, als das sicherste Mittel, eheliche Glückseligkeit zu befördern, Leipzig 1785
- Versuch einer Geschichte der verschiedenen Lehrarten der christlichen Glaubenswahrheiten und der merkwürdigsten Systemen und Compendien derselben, von Christo an bis auf unsre Zeiten, Weidmann, Leipzig 1790 (Digitalisat); Neuauflage bei Hansebooks, Norderstedt 2016[5]